# Port lotniczy Pingdong
Port lotniczy Pingdong (IATA: PIF, ICAO: RCSQ) – port lotniczy położony w Pingdong na Tajwanie. Obsługuje wyłącznie połączenia krajowe.